# 宜昌臭蛙
宜昌臭蛙（学名：Odorrana ichangensis），一种分布于中华人民共和国湖北、重庆市和四川等地区的两栖动物，隶属于蛙科臭蛙属。

## 发现命名
1892年德国动物学家奥斯卡·伯特格尔（Oskar Böttger）根据采自今湖北省宜昌市长阳土家族自治县高家堰镇的1号雄性标本（SMF6241）命名了花臭蛙（Rana schmackeri）。2013年，中国研究人员围绕臭蛙属物种系统演化、谱系地理、声音通讯等方面开展研究，对分布于中国15个省（市）85个地理种群的广义花臭蛙进行了系统地理学研究，发现花臭蛙模式产地高家堰镇分布的花臭蛙虽然外部形态相似，但实际是3个不同物种，包含花臭蛙、合江臭蛙（Odorrana hejiangensis）及隐存种 Odorrana sp2，但是无法确定伯特格尔最初描述的是哪一种。2018年，河南师范大学的李真基于模式产地高家堰花臭蛙复合体149号标本及24项形态学指标，运用典型判别分析、方差分析及协方差分析显示，花臭蛙、合江臭蛙和隐存种 O.sp2 形态差异显著，正模标本（SMF6241）隶属于狭义花臭蛙（Odorrana schmackeri），10个微卫星位点分析显示3个物种间不存在基因流。2020年，研究人员进一步对3个物种雄性求偶鸣声的比较分析表明，隐存种 O.sp2 在鸣声结构、鸣叫时长、主频、峰频均与其他两物种存在显著差异。综合形态学、遗传学、行为学及繁殖生物学研究结果，以模式产地湖北宜昌为词源，将该隐存种命名为宜昌臭蛙。

## 形态特征
宜昌臭蛙雌雄体型存在显著二型性，雄蛙体纤小，约为雌蛙1/2。身体背部呈翠绿色，具不规则深褐色斑；四肢背面具窄的深褐色横纹，横纹间夹以小褐斑；身体腹面为灰白色，有些个体具灰色或黄褐色云斑。